# 御幸町通

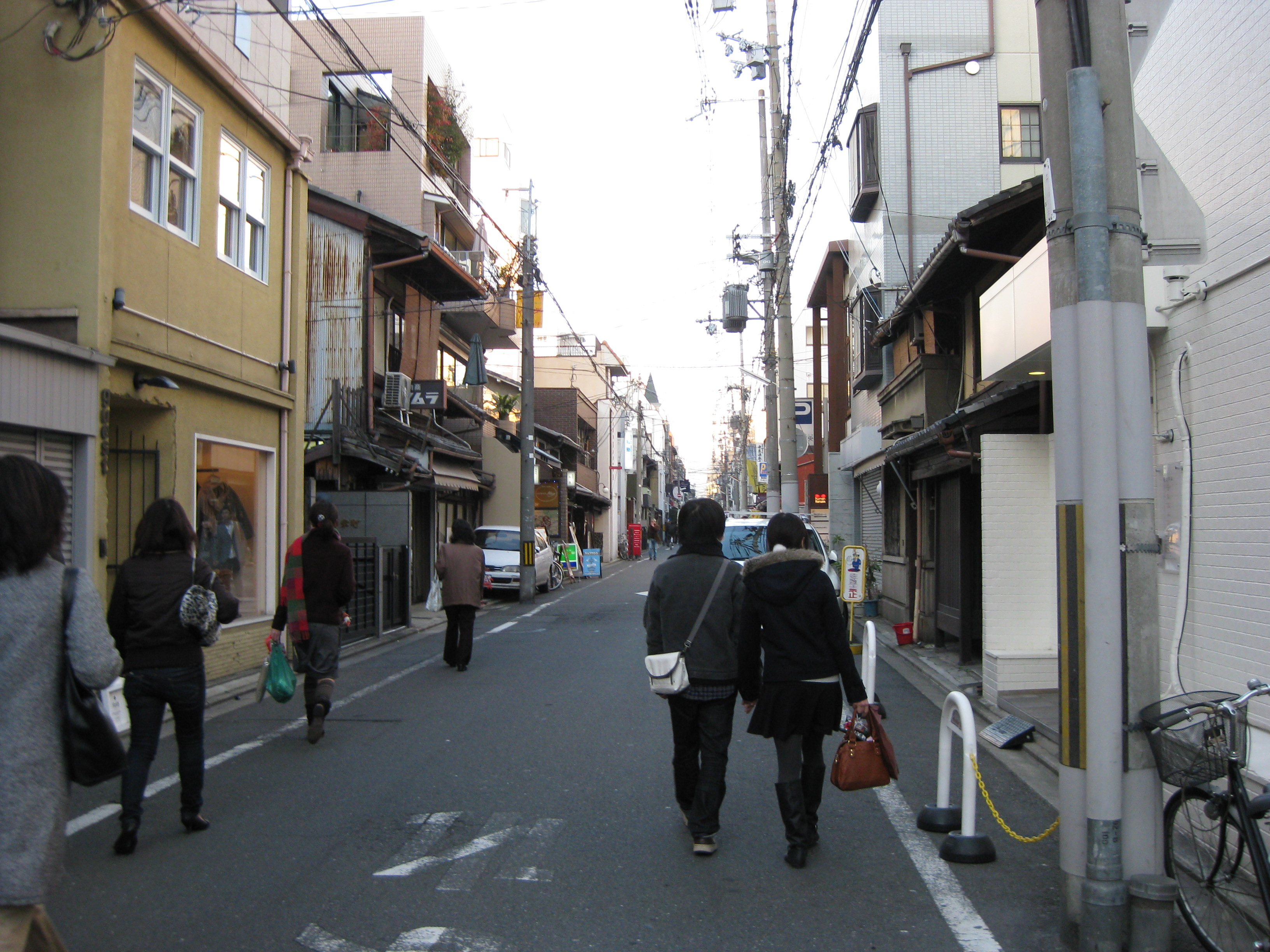
御幸町通

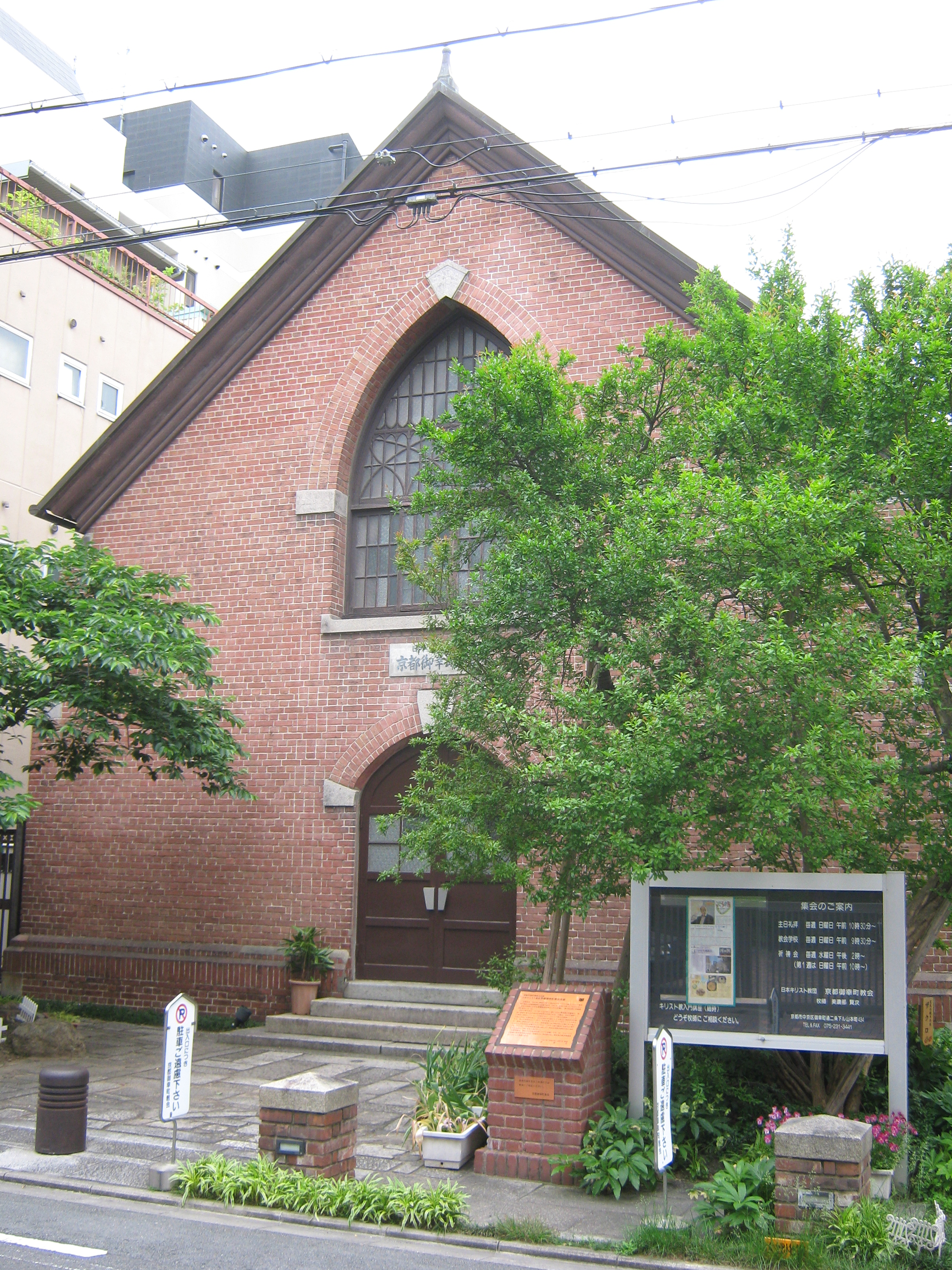
日本基督教団御幸町教会

御幸町通（ごこまちどおり）は京都市内の南北の通りの一つ。寺町通の一本西にあたり、北は丸太町通から南は五条通までである。平安京には存在せず、豊臣秀吉による天正の地割で新設された通りである。通り名の由来は秀吉が大阪（あるいは伏見）から御所に参内する時に使ったためなど諸説がある。
三条通と四条通の間には、三条御幸町のアートコンプレックス1928をはじめ若者向けの文化施設・商店などが多い。

## 沿道の主な施設
- 日本基督教団御幸町教会（会堂・京都市指定文化財）
- 錦市場
- 藤井大丸
- 京都市学校歴史博物館
- アートコンプレックス1928-「ギア-GEAR-」特設劇場